# Emad Sabouni
Pour les articles homonymes, voir Imad.
Imad Abdulghani Al-Sabouni (arabe : عماد عبد الغني الصابوني), né à Damas en 1964, est un ancien ministre des Communications et de la Technologie de Syrie. Il est diplômé de Télécom Bretagne P87. Il a été PDG de Syrian Telecom (en).